# Зонгорин
Зонгорин — органическое соединение, алкалоид растений рода аконит (борец), анксиолитик.

## Природные источники
Растительный алкалоид, выделенный из различных видов аконитов (Aconitum): Aconitum soongoricum, Aconitum monticola, Aconitum karakolicum. 

## Физико-химические свойства
Химическая молекулярная формула — C22H31NO3. Молярная масса — 357,492 г/моль. 
На внешний вид - белые кристаллы, мало растворимые в воде, растворимые в органических растворителях (хлороформ, метанол, этанол, ДМСО и др.).

## Фармакология
Обладает анксиолитическими свойствами, подобными диазепаму, однако присущие ему побочные эффекты в виде заторможенности не наблюдаются. Учёные предполагают, что это можно объяснить выделением дофамина из нейронов среднего мозга под влиянием этого вещества. Ранее информация о том, что зонгорин якобы является нейротоксином, подобным аконитину, была связана с тем, что нейроны брали у слишком молодых мышей (реакция на ГАМК меняется с возрастом). .